# Herbert Jamison
Herbert Brotherson Jamison (Peoria, 17 settembre 1875 – Peoria, 22 giugno 1938) è stato un velocista statunitense, specializzato nei 400 metri piani.

## Biografia
Prese parte alle gare di atletica leggera dei Giochi della I Olimpiade. Vinse una medaglia d'argento nei 400 m piani, correndo in 55"2, dietro al connazionale Tom Burke.
Muore nel 1938 e riposa nel cimitero-mausoleo di Springdale a Peoria, Illinois.

## Palmarès
| Anno | Manifestazione  | Sede  | Evento      | Risultato | Prestazione | Note |
| ---- | --------------- | ----- | ----------- | --------- | ----------- | ---- |
| 1896 | Giochi olimpici | Atene | 400 m piani | Argento   | 55"2        |      |